# جورج رامزي
جورج رامزي (بالإنجليزية: George Ramsay)‏ (1 مارس 1855 بغلاسكو في المملكة المتحدة - 7 أكتوبر 1935 في المملكة المتحدة) هو مدرب كرة قدم ولاعب كرة قدم بريطاني (وحمل سابقاً جنسية المملكة المتحدة لبريطانيا العظمى وأيرلندا) في مركز الهجوم. لعب مع أستون فيلا.

## وصلات خارجية
- جورج رامزي على موقع قاعدة بيانات كرة القدم.إي يو (الإنجليزية)